# Microtus lavernedii
Microtus levernedii är en art i släktet åkersorkar som förekommer i södra och sydvästra Europa. Populationerna avviker tydligt i sina genetiska egenskaper från åkersorken och de klassificeras i Handbook of the Mammals of the World (2017) som art. Wilson & Reeder (2005) listade taxonet som synonym till åkersorken.
Denna gnagare når en kroppslängd (huvud och bål) av 97 till 140 mm, en svanslängd av 26 till 55 mm och en vikt av 20 till 59 g. Den har samma yttre kännetecken som åkersorken och Microtus rozianus. Hos honor förekommer fyra spenar på bröstet och fyra vid ljumsken. Några exemplar har en trekantig knöl på en av kindtänderna.
Arten har en population i sydvästra Frankrike, Andorra och norra Spanien samt en population i södra Schweiz, södra Österrike, norra Italien, Slovenien, Kroatien och Ungern. Kanske når arten fram till Bosnien och Hercegovina. Habitatet utgörs av fuktiga gräsmarker och skogar. Typiska växter i reviret är tuvtåtel, blåtåtel, arter av tågsläktet och arter av starrsläktet.
Microtus levernedii äter växtdelar. Mellan mars och oktober får honorna upp till sju ungar per kull.
Beståndet påverkas i viss mån av jordbruk och nya samhällen som skiljer populationerna från varandra. IUCN lister arten globalt som livskraftiga (LC).